# Víktor Bryzguin
Víktor Bryzguin (Unión Soviética, 22 de agosto de 1962) fue un atleta soviético, especializado en la prueba de 4 x 100 m en la que llegó a ser campeón olímpico en Seúl 1988 y medallista de bronce del mundo en 1983.

## Carrera deportiva
En el Mundial de Helsinki 1983 ganó la medalla de bronce en los relevos 4 x 100 metros, con un tiempo de 38,41 segundos, tras Estados Unidos e Italia, siendo sus compañeros de equipo: Nikolái Sídorov, Vladímir Muraviov y Andréi Prokófiev.
Y en los JJ. OO. de Seúl 1988 ganó la medalla de oro en la misma prueba, por delante de Reino Unido y Francia.